# František Čermák
Pour les articles homonymes, voir Čermák.
František Čermák, né le 14 novembre 1976 à Valtice, est un joueur de tennis professionnel tchèque, devenu entraîneur.
Il a remporté trente-et-un titres en double, dont treize avec Leoš Friedl. Il a également remporté un titre du Grand Chelem en double mixte, à Roland-Garros en 2013 aux côtés de  Lucie Hradecká, avec qui il avait déjà atteint la finale de l'Open d'Australie la même année.

## Retraite
En février 2016, il dispute son dernier match en double au tournoi Challenger de Wrocław, associé à Dustin Brown, où ils s'inclinent en demi-finale face à la paire croate Nikola Mektić - Antonio Šančić en 2 sets (67-7, 3-6).
Plus tard, en avril 2016, il est appelé à devenir l'entraîneur de la Tchèque Petra Kvitová. Toutefois leur collaboration est de courte durée, alors qu'il est licencié au bout de 5 mois en septembre.

## Parcours dans les tournois duGrand Chelem

### En simple
N'a jamais participé à un tableau final.

### En double
| Année | Open d'Australie            | Open d'Australie                 | Internationaux de France   | Internationaux de France  | Wimbledon                   | Wimbledon                 | US Open                     | US Open                 |
| ----- | --------------------------- | -------------------------------- | -------------------------- | ------------------------- | --------------------------- | ------------------------- | --------------------------- | ----------------------- |
| 2001  | 2e tour (1/16) O. Fukárek   | K. Braasch J. Knippschild        | 2e tour (1/16) R. Štěpánek | M. Hill J. Tarango        | 1er tour (1/32) A. Martín   | T. Shimada M. Wakefield   | 1er tour (1/32) O. Fukárek  | M. García C. Suk        |
| 2002  | 1er tour (1/32) P. Luxa     | J. Eagle S. Stolle               | 1/8 de finale O. Fukárek   | M. Bhupathi M. Mirnyi     | 1er tour (1/32) O. Fukárek  | M. Barnard M. Wakefield   | 2e tour (1/16) O. Fukárek   | B. Bryan M. Bryan       |
| 2003  | 2e tour (1/16) L. Friedl    | N. Lapentti T. Woodbridge        | 1/8 de finale L. Friedl    | M. Bhupathi M. Mirnyi     | 2e tour (1/16) L. Friedl    | J. Erlich A. Ram          | 1/8 de finale L. Friedl     | M. Knowles D. Nestor    |
| 2004  | 1/8 de finale L. Friedl     | J. Björkman T. Woodbridge        | 1/8 de finale L. Friedl    | B. Bryan M. Bryan         | 1er tour (1/32) L. Friedl   | J. Gimelstob S. Humphries | 1er tour (1/32) L. Friedl   | R. Koenig T. Parrott    |
| 2005  | 1er tour (1/32) L. Friedl   | I. Labadze R. Wassen             | 1/8 de finale L. Friedl    | L. Paes N. Zimonjić       | 1/8 de finale L. Friedl     | S. Huss W. Moodie         | 2e tour (1/16) L. Friedl    | J. Benneteau N. Mahut   |
| 2006  | 2e tour (1/16) L. Friedl    | M. Fyrstenberg M. Matkowski      | 2e tour (1/16) L. Friedl   | J. Benneteau N. Mahut     | 1er tour (1/32) L. Friedl   | C. Suk R. Vik             | 2e tour (1/16) J. Levinský  | L. Friedl M. Youzhny    |
| 2007  | 1/8 de finale J. Levinský   | J. Coetzee R. Wassen             | 1er tour (1/32) J. Hájek   | W. Arthurs F. Verdasco    | 2e tour (1/16) L. Friedl    | L. Dlouhý P. Vízner       | 2e tour (1/16) L. Friedl    | M. Melo A. Sá           |
| 2008  | 1/8 de finale L. Dlouhý     | J. Erlich A. Ram                 | 2e tour (1/16) J. Kerr     | I. Kunitsyn D. Toursounov | 1/8 de finale J. Kerr       | B. Bryan M. Bryan         | —                           | —                       |
| 2009  | 2e tour (1/16) M. Mertiňák  | P. Hanley J. Kerr                | 2e tour (1/16) M. Mertiňák | S. Aspelin P. Hanley      | 2e tour (1/16) M. Mertiňák  | J. Delgado J. Marray      | 2e tour (1/16) M. Mertiňák  | S. Bolelli A. Seppi     |
| 2010  | 1er tour (1/32) M. Mertiňák | F. González I. Ljubičić          | 1/8 de finale M. Mertiňák  | M. López P. Riba          | 2e tour (1/16) M. Mertiňák  | M. Damm F. Polášek        | 1er tour (1/32) M. Mertiňák | M. Melo B. Soares       |
| 2011  | 1er tour (1/32) C. Kas      | C. Berlocq P. Riba               | 1/8 de finale F. Polášek   | M. Llodra N. Zimonjić     | 2e tour (1/16) D. Bracciali | J. Cerretani P. Marx      | 1er tour (1/32) F. Polášek  | D. Bracciali P. Starace |
| 2012  | 1/8 de finale F. Polášek    | M. Fyrstenberg M. Matkowski      | 2e tour (1/16) F. Polášek  | I. Dodig M. Melo          | 1er tour (1/32) F. Polášek  | D. Brown O. Marach        | 1/8 de finale M. Mertiňák   | A. Peya B. Soares       |
| 2013  | 1er tour (1/32) M. Mertiňák | J. Chardy Ł. Kubot               | 2e tour (1/16) M. Mertiňák | D. Marrero F. Verdasco    | 2e tour (1/16) M. Mertiňák  | C. Fleming J. Marray      | 1er tour (1/32) F. Polášek  | A. Montañés T. Robredo  |
| 2014  | —                           | —                                | 1er tour (1/32) M. Elgin   | J. Erlich M. Melo         | 1er tour (1/32) M. Elgin    | R. Bopanna A.U.H. Qureshi | 1er tour (1/32) J. Levinský | M. Draganja F. Mergea   |
| 2015  | 1er tour (1/32) J. Veselý   | P. Carreño-Busta G. García-López | 2e tour (1/16) J. Veselý   | S. Bolelli F. Fognini     | 1er tour (1/32) P. Oswald   | E. Butorac C. Fleming     | 2e tour (1/16) J. Veselý    | J.-J. Rojer H. Tecău    |

N.B. : le nom du ou de la partenaire se trouve sous le résultat ; le nom des ultimes adversaires se trouve à droite.

### En double mixte
N.B. : le nom de la partenaire se trouve sous le résultat ; le nom des ultimes adversaires se trouve à droite.